# Scottish Premiership 2019/20
Die Scottish Premiership war 2019/20 die siebte Austragung als höchste schottische Fußball-Spielklasse der Herren unter diesem Namen. Die Liga wurde offiziell als Ladbrokes Scottish Premiership ausgetragen. Es war zudem die 123. Austragung der höchsten Fußball-Spielklasse innerhalb der 2013 gegründeten Scottish Professional Football League, in welcher der Schottische Meister ermittelt wurde. Die Spielzeit begann am 3. August 2019 und sollte mit dem 38. Spieltag am 17. Mai 2020 enden. Zwischen dem 30. Dezember 2019 und 17. Januar 2020 gab es eine Winterpause.
Nach der regulären Saison, die als 1. Runde bezeichnet wurde und in der alle Mannschaften jeweils dreimal gegeneinander antreten, sollte die abschließende 2. Runde beginnen, die in zwei Gruppen der Meisterschafts- und Abstiegs-Play-offs unterteilt werden sollte. Der Elftplatzierte der Premiership sollte danach in Relegationsspielen gegen den Zweit-, Dritt- und Viertplatzierten der zweitklassigen Scottish Championship antreten. Der Tabellenletzte stieg direkt ab.
Als Aufsteiger aus der letztjährigen Championship nahm Ross County an der Premiership teil. Titelverteidiger war Celtic Glasgow.
Aufgrund der COVID-19-Pandemie wurde am 13. März 2020 beschlossen, die Saison zu unterbrechen. Am 9. April 2020 wurde durch die SFL entschieden, die Saison bis zum 10. Juni auszusetzen. Von der Entscheidung war vorerst nur die Premiership betroffen. Über einen vorzeitigen Abbruch der Ligen unterhalb der ersten Liga wurde am 10. April entschieden. Die unterklassigen Ligen in Schottland wurden im April 2020 für beendet erklärt. Die Premiership folgte mit dem Abbruch der Spielzeit am 18. Mai 2020.
Celtic Glasgow wurde vorzeitig zum Meister gekürt und gewann damit zum insgesamt 51. Mal in der Vereinsgeschichte die Meisterschaft. Es war zudem der neunte Titel in Folge. Als Meister qualifizierte sich Celtic für die folgende Champions League Saison 2020/21. Die Glasgow Rangers, der FC Motherwell und FC Aberdeen qualifizierten sich für die Europa League. Celtic gewann in derselben Saison den Ligapokal.
Heart of Midlothian musste in die 2. Liga absteigen. Die Abstiegsrelegation entfiel.

## Vereine
| Verein              | Stadt      | Stadion             | Kapazität |
| ------------------- | ---------- | ------------------- | --------- |
| FC Aberdeen         | Aberdeen   | Pittodrie Stadium   | 20.866    |
| Celtic Glasgow      | Glasgow    | Celtic Park         | 60.411    |
| Glasgow Rangers     | Glasgow    | Ibrox Stadium       | 50.817    |
| Hamilton Academical | Hamilton   | New Douglas Park    | 06.018    |
| Heart of Midlothian | Edinburgh  | Tynecastle Park     | 20.099    |
| Hibernian Edinburgh | Edinburgh  | Easter Road         | 20.421    |
| FC Kilmarnock       | Kilmarnock | Rugby Park          | 17.889    |
| FC Livingston       | Livingston | Tony Macaroni Arena | 09.512    |
| FC Motherwell       | Motherwell | Fir Park            | 13.677    |
| Ross County         | Dingwall   | Victoria Park       | 06.541    |
| FC St. Johnstone    | Perth      | McDiarmid Park      | 10.696    |
| FC St. Mirren       | Paisley    | St. Mirren Park     | 07.937    |

## Abschlusstabelle
Da die Glasgow Rangers und der FC St. Johnstone ein Spiel weniger als die anderen Teilnehmer absolviert hatten, war eine Quotientenregelung zur Ermittlung der Abschlusstabelle nötig. Dabei wurden die Punkte durch die absolvierten Spiele geteilt. Zum Meister wurde Celtic Glasgow, zum Absteiger Heart of Midlothian erklärt. Beim Gleichstand zwischen dem FC St. Mirren und Ross County wurde die Tordifferenz herangezogen.
| Pl.                                                                                  | Verein                   | Sp. | S  | U  | N  | Tore    | Diff. | Punkte | Ø Punkte |
| ------------------------------------------------------------------------------------ | ------------------------ | --- | -- | -- | -- | ------- | ----- | ------ | -------- |
| 1.                                                                                   | Celtic Glasgow (M, P, L) | 30  | 26 | 2  | 2  | 089:190 | +70   | 80     | 2,67     |
| 2.                                                                                   | Glasgow Rangers          | 29  | 21 | 4  | 4  | 064:190 | +45   | 67     | 2,31     |
| 3.                                                                                   | FC Motherwell            | 30  | 14 | 4  | 12 | 041:380 | +3    | 46     | 1,53     |
| 4.                                                                                   | FC Aberdeen              | 30  | 12 | 9  | 9  | 040:360 | +4    | 45     | 1,50     |
| 5.                                                                                   | FC Livingston            | 30  | 10 | 9  | 11 | 041:390 | +2    | 39     | 1,30     |
| 6.                                                                                   | Hibernian Edinburgh      | 30  | 9  | 10 | 11 | 042:490 | −7    | 37     | 1,24     |
| 7.                                                                                   | FC St. Johnstone         | 29  | 8  | 12 | 9  | 028:460 | −18   | 36     | 1,23     |
| 8.                                                                                   | FC Kilmarnock            | 30  | 9  | 6  | 15 | 031:410 | −10   | 33     | 1,10     |
| 9.                                                                                   | FC St. Mirren            | 30  | 7  | 8  | 15 | 024:410 | −17   | 29     | 0,97     |
| 10.                                                                                  | Ross County (N, C)       | 30  | 7  | 8  | 15 | 029:600 | −31   | 29     | 0,97     |
| 11.                                                                                  | Hamilton Academical      | 30  | 6  | 9  | 15 | 030:500 | −20   | 27     | 0,90     |
| 12.                                                                                  | Heart of Midlothian      | 30  | 4  | 11 | 15 | 031:520 | −21   | 23     | 0,76     |
| Platzierungskriterien: 1. Punktedurchschnitt – 2. Tordifferenz – 3. geschossene Tore |                          |     |    |    |    |         |       |        |          |

| Zum Saisonende 2018/19 |                                                  |
| (M)                    | Meister des Vorjahres                            |
| (P)                    | Pokalsieger des Vorjahres                        |
| (L)                    | Ligapokalsieger des Vorjahres                    |
| (C)                    | Challenge Cup Sieger des Vorjahres               |
| (N)                    | Aufsteiger aus der Scottish Championship 2018/19 |

## Personal und Sponsoren
| Verein              | Logo | Trainer                             | Kapitän         | Ausrüster   | Hauptsponsor                   |
| ------------------- | ---- | ----------------------------------- | --------------- | ----------- | ------------------------------ |
| FC Aberdeen         |      | Derek McInnes                       | Joe Lewis       | Adidas      | Saltire Energy                 |
| Celtic Glasgow      |      | Neil Lennon                         | Scott Brown     | New Balance | Dafabet                        |
| Hamilton Academical |      | Brian Rice                          | Brian Easton    | Adidas      | Euro Mechanical Handling       |
| Heart of Midlothian |      | Daniel Stendel                      | Steven Naismith | Umbro       | Save the Children              |
| Hibernian Edinburgh |      | Jack Ross                           | David Gray      | Macron      | Hibernian Community Foundation |
| FC Kilmarnock       |      | Alex Dyer                           | Gary Dicker     | Nike        | QTS                            |
| FC Livingston       |      | Gary Holt                           | Alan Lithgow    | Nike        | Phoenix Drilling Ltd           |
| FC Motherwell       |      | Steve Robinson                      | Peter Hartley   | Macron      | BetPark                        |
| Glasgow Rangers     |      | Steven Gerrard                      | James Tavernier | Hummel      | 32Red                          |
| Ross County         |      | Steven Ferguson / Stuart Kettlewell | Marcus Fraser   | Macron      | McEwan Fraser Legal            |
| FC St. Johnstone    |      | Tommy Wright                        | Jason Kerr      | Macron      | Binn Group                     |
| FC St. Mirren       |      | Jim Goodwin                         | Stephen McGinn  | Joma        | Skyview Capital                |

## Statistiken

### Torschützenliste
Bei gleicher Anzahl von Toren sind die Spieler alphabetisch nach Nachnamen bzw. Künstlernamen sortiert.
| Pl.      | Nat.       | Name             | Logo | Mannschaft          | Tore |
| -------- | ---------- | ---------------- | ---- | ------------------- | ---- |
| 1.       | Frankreich | Odsonne Édouard  |      | Celtic Glasgow      | 22   |
| 2.       | England    | Jermain Defoe    |      | Glasgow Rangers     | 13   |
| 3.       | Wales      | Christian Doidge |      | Hibernian Edinburgh | 12   |
| 3.       | Kolumbien  | Alfredo Morelos  |      | Glasgow Rangers     | 12   |
| 5.       | Schottland | Ryan Christie    |      | Celtic Glasgow      | 11   |
| 5.       | England    | Sam Cosgrove     |      | FC Aberdeen         | 11   |
| 7.       | Schottland | James Forrest    |      | Celtic Glasgow      | 10   |
| 8.       | Schottland | Eamonn Brophy    |      | FC Kilmarnock       | 09   |
| 8.       | Australien | Lyndon Dykes     |      | FC Livingston       | 09   |
| 8.       | Schottland | Leigh Griffiths  |      | Celtic Glasgow      | 09   |
| 8.       | Schottland | Callum McGregor  |      | Celtic Glasgow      | 09   |
| Endstand |            |                  |      |                     |      |

## Auszeichnungen während der Saison
| Monat          | Trainer des Monats               | Spieler des Monats                     |
| -------------- | -------------------------------- | -------------------------------------- |
| August 2019    | Neil Lennon (Celtic Glasgow)     | Odsonne Édouard (Celtic Glasgow)       |
| September 2019 | Steven Gerrard (Glasgow Rangers) | Alfredo Morelos (Glasgow Rangers)      |
| Oktober 2019   | Angelo Alessio (FC Kilmarnock)   | Mohamed Elyounoussi (Celtic Glasgow)   |
| November 2019  | Neil Lennon (Celtic Glasgow)     | Christian Doidge (Hibernian Edinburgh) |
| Dezember 2019  | Steven Gerrard (Glasgow Rangers) | Martin Boyle (Hibernian Edinburgh)     |
| Januar 2020    | Gary Holt (FC Livingston)        | Odsonne Édouard (Celtic Glasgow)       |
| Februar 2020   | Neil Lennon (Celtic Glasgow)     | Billy McKay (Ross County)              |

## Trainerwechsel
| Verein | Verein              | Trainer            | Grund                 | Datum             | Tabellenplatz | Nachfolger     |
| ------ | ------------------- | ------------------ | --------------------- | ----------------- | ------------- | -------------- |
|        | FC Kilmarnock       | Steve Clarke       | Wechsel zu Schottland | 20. Mai 2019      | Sommerpause   | Angelo Alessio |
|        | FC St. Mirren       | Oran Kearney       | Vertrag aufgelöst     | 29. Juni 2019     | Sommerpause   | Jim Goodwin    |
|        | Heart of Midlothian | Craig Levein       | Entlassen             | 31. Oktober 2019  | 11.           | Daniel Stendel |
|        | Hibernian Edinburgh | Paul Heckingbottom | Entlassen             | 4. November 2019  | 10.           | Jack Ross      |
|        | FC Kilmarnock       | Angelo Alessio     | Entlassen             | 17. Dezember 2019 | 5.            | Alex Dyer      |

## Die Meistermannschaft von Celtic Glasgow
(Berücksichtigt wurden Spieler mit mindestens einem Einsatz; in Klammern sind die Einsätze und Tore angegeben)
| 1. | Celtic Glasgow |
|    | - Tor: Scott Bain (2/0), Fraser Forster (28/0) - Abwehr: Hatem Abd Elhamed (5/0), Kristoffer Ajer (28/3), Moritz Bauer (9/0), Boli Bolingoli (14/0), Jeremie Frimpong (14/2), Christopher Jullien (28/4), Tony Ralston (2/0), Jozo Šimunović (6/1), Greg Taylor (12/0), Stephen Welsh (1/0) - Mittelfeld: Nir Bitton (15/0), Scott Brown (29/2), Ryan Christie (24/11), Mohamed Elyounoussi (10/4), James Forrest (28/10), Jonny Hayes (14/1), Callum McGregor (30/9), Lewis Morgan (5/0), Olivier Ntcham (23/4), Tom Rogic (16/2), Marjan Schwed (1/0) - Angriff: Vakoun Issouf Bayo (8/0), Odsonne Édouard (27/22), Karamoko Dembélé (1/0), Leigh Griffiths (21/9), Patryk Klimala (2/0), Scott Sinclair (2/0), Michael Johnston (11/2) - Trainer: Neil Lennon |